# Arthur Hoffmann (polityk)
Arthur Hoffmann (ur. 19 czerwca 1857, zm. 23 lipca 1927) – szwajcarski polityk, członek Rady Związkowej od 4 kwietnia 1911 do 19 czerwca 1917. Kierował następującymi departamentami:
- Departament Sprawiedliwości i Policji (1911)
- Departament Obrony (1912–1913)
- Departament Polityczny (1914–1917)[2]

Był członkiem Radykalno-Demokratycznej Partii Szwajcarii.
Pełnił także funkcje przewodniczącego Rady Kantonów (1902–1903) oraz wiceprezydenta (1913) i prezydenta (1914) Konfederacji.
Zrezygnował z kariery politycznej 19 czerwca 1917 r. w wyniku afery Grimma-Hoffmanna, która znacząco zakwestionowała neutralność Szwajcarii podczas I wojny światowej i w szwajcarskiej historiografii uchodzi za najpoważniejszy kryzys państwa w tym okresie.